# 王凝之
王凝之（334年—399年），字叔平。东晋書法家王羲之次子。亦知名書法家，工草書、隸書。
王凝之歷任江州刺史、左将军、会稽内史等职，迷信五斗米道，才幹是王家同輩兄弟中最低劣者。娶謝道韞為妻，但謝道韞對婚事不滿，認為謝家子弟各個都才華洋溢，相比之下王凝之遠不如他們。
隆安三年（399年），一樣信奉五斗米道的孙恩造反，兵临会稽城下，王凝之不攻擊也不设防，只是祈神祷告。手下请求設防出兵，王凝之竟回答：「我已向神明借得数万天兵天將驻守，不用担心反贼。」十一月甲寅，孫恩攻陷會稽，王凝之顧不得謝道韞，只帶了親生子女們逃跑，在會稽城外被叛軍捉拿，與子女一起被殺，而妻子謝道韞與外孫等非王姓族人被孫恩放過。王凝之愚蠢無能的行為成為時人與後世笑柄。